# Церква Святого Миколая (Бахмут)
Церква Святого Миколая (Бахмут) — православна церква, збудована у 1797 році в східній частині міста Бахмут (історичний район Забахмутка), одна з найстаріших дерев'яних сакральних споруд Донеччини. Храм був важливою духовною та архітектурною пам'яткою, що проіснувала понад два століття, але, ймовірно, згорів улітку 2023 року внаслідок пожежі під час російської окупації міста.

## Історія
Свято-Миколаївський храм був зведений у 1797 році мешканцями Забахмутки, які потребували нового місця богослужіння після того, як попередній дерев'яний храм було розібрано і перевезено до села Покровське у 1783 році. Кам'яну дзвіницю добудували у 1861 році. Храм згадується в «Описі міста Бахмута та його повіту» за 1798 рік як одна з трьох дерев'яних церков у передмісті.
До початку повномасштабного російського вторгнення храм залишався діючим і був місцевою пам'яткою архітектури. До охоронної зони належала також церковна огорожа. Настоятелем церкви понад 30 років був протоієрей Сергій Дворянов.

## Пожежа 2023 року
Увечері 11 липня 2023 року російські окупаційні джерела опублікували світлину, на якій видно купол Свято-Миколаївського храму в полум'ї. Протоієрей Дворянов підтвердив автентичність зображення та припустив, що дерев'яна будівля, ймовірно, згоріла повністю.
За словами священника, храм пережив найінтенсивніші бої за Бахмут і залишався неушкодженим до моменту пожежі. Однак на той час у місті не було рятувальних служб: цивільна інфраструктура була знищена, а централізоване водопостачання — зруйноване. Тому пожежу ніхто не гасив. Можливість мародерства або втрати цінностей з храму також не виключається.

## Наслідки
У березні 2024 року російські пропагандистські матеріали показали руїни храму, підтвердивши знищення дерев'яної споруди. Уцілілою залишилася лише кам'яна дзвіниця. Архівні та супутникові зображення свідчать про повне знищення будівлі храму.